# 黃志祥 (棒球運動員)
黃志祥（1987年11月18日—），台灣棒球選手，曾經效力於中華職棒兄弟象、La New熊與Lamigo桃猿，守備位置為內野手。 於2012年春訓期間向球團提出自請離隊，結束短暫的職棒生涯。

## 經歷
- 台東縣台東縣新生國小少棒隊
- 台東縣卑南國中青少棒隊
- 高雄市三民高中青棒隊
- 美國職棒波士頓紅襪隊（新人聯盟）（2006年－2008年11月21日）
- 2006年-新人聯盟-灣岸紅襪（Gulf Coast Red Sox）-灣岸聯盟（Gulf Coast League）
  - 2007年-新人聯盟-灣岸紅襪（Gulf Coast Red Sox）-灣岸聯盟（Gulf Coast League）
  - 2008年-新人聯盟-灣岸紅襪（Gulf Coast Red Sox）-灣岸聯盟（Gulf Coast League）
- 國立台灣體育學院
- 中華職棒兄弟象（2009年）
- La New熊（2010年－2011年1月5日）
- Lamigo桃猿（2011年1月6日－2012年1月）

## 特殊事蹟
- 2009年7月25日於明星賽的全壘打大賽中，總計擊出17發全壘打敗給林智勝獲得亞軍，且在此次也是第一次參加紅白明星對抗賽中的全壘打大賽。雖然賽前與隊友楊宗範一同不被球評鍾重彩看好的情況下，仍以黑馬的姿態闖進總決賽。
- 2010年1月17日與La New熊內野手黃仕豪做選手交易達成。

## 職棒成績
| 年度   | 球隊     | 出賽 | 打數 | 安打 | 全壘打 | 打點 | 盜壘 | 四死 | 三振 | 壘打數 | 雙殺打 | 打擊率 |
| ------ | -------- | ---- | ---- | ---- | ------ | ---- | ---- | ---- | ---- | ------ | ------ | ------ |
| 2009年 | 兄弟象   | 48   | 87   | 26   | 0      | 6    | 0    | 10   | 26   | 31     | 3      | 0.299  |
| 2010年 | La New熊 | 3    | 6    | 1    | 0      | 0    | 0    | 1    | 1    | 1      | 0      | 0.167  |
| 2011年 | La New熊 | 3    | 6    | 0    | 0      | 0    | 0    | 1    | 2    | 0      | 0      | 0.000  |
| 合計   | 3年      | 54   | 99   | 27   | 0      | 6    | 0    | 12   | 29   | 32     | 3      | 0.273  |

## 外部連結
- (棒球運動員) 黃志祥在台灣棒球維基館上的頁面（繁體中文）
- 球員資訊和成績在中華職棒官網（中文）